# Koona
Koona è un comune rurale del Niger facente parte del dipartimento di Tessaoua nella regione di Maradi.